# Kasper Kvist
Kasper Kvist (født 11. maj 1989 i Ikast) er en dansk håndboldspiller, der spiller for Ribe-Esbjerg HH. Han har tidligere spillet for bl.a.  HC Midtjylland, Viborg HK og HSG Wetzlar.

## Karriere
Han startede som 10-årig.